# 朝倉さや
朝倉 さや（あさくら さや、1992年6月29日 - ）は、山形県出身のシンガーソングライター。

## 経歴
曾祖母・母の影響で小学2年時に本格的に民謡を習い始め、小学4年時に三味線を習い始める。民謡民舞少年少女全国大会で、小学生の時と中学生の時2度日本一に輝いた。
高校卒業後、18歳で上京。歌手デビューを目指してオーディションを受けたり音楽教室に通うなどしていた中で、民謡独特の歌い方、癖を消すようにアドバイスされることが多く、それでも探し続けていると、Solaya主宰の「Solaya Music School」に出会う。Solayaは歌い方の癖を初めて否定せず、標準語で「タッチ」を歌ったら「いま、あなたが喋っている山形の言葉で歌ったらどうなる?」と言われ挑戦したのが、「タッチ」の山形弁バージョンにつながっていったと朝倉は言う。朝倉が歌う様々な山形弁楽曲は多数の番組や広告上でも取り上げられ、現在でも各地のシンガーが方言で歌いYouTubeに投稿している。
山形弁だけでなく、デビュー前より著名な楽曲を三味線、民謡調に編曲を施し歌い、それをニコニコ動画で公開するなどして話題を集める一方でオリジナルの楽曲制作に取り組み、2013年4月5日、自身の作詞・作曲による「東京」で朝倉さや事務所兼レーベル(Solaya Label Co, Ltd.)よりデビュー。同年6月21日、「山形市のお宝広報大使」に任命。
2014年8月15日、山形弁カバーアルバム「方言革命」を先行配信発売、iTunesランキング1位、Amazonランキング1位を記録。同年12月3日発売、アルバム「マストアイテム」Amazonランキング1位、Apple Music J-POPトップアルバム・アラブ首長国連邦4位、Apple Music J-POP トップアルバム・イギリス38位。
2015年9月23日、民謡×ラップ、ファンク、ボサノヴァなど、民謡に最先端の音楽を融合させたアルバム『River Boat Song-Future Trax-』を発売。Amazonランキング1位。日本レコード大賞企画賞（インディーズ音楽業界初）、CDショップ大賞東北ブロック賞を受賞。
2016年12月21日発売、アルバム「日本漬け」iTunes Store J-POPトップアルバム・タイ2位、iTunes Store J-POPトップアルバム・トルコ2位、 iTunes Store J-POPトップアルバム・台湾3位。
2018年6月29日発売、アルバム「サウルスティラノ」Apple Music J-POPトップアルバム・スペイン1位。
2019年1月21日発売、アルバム「東京キネマ倶楽部公演2018.6.29 LIVE〜サウルスティラノが歩いた日〜」iTunes Store J-POPトップアルバム・台湾1位、Apple Music J-POPトップアルバム・スウェーデン 6位。
2019年8月21日発売、アルバム「大人になるってわるくない〜わだすのジブリ〜」iTunes Store J-POPトップアルバム・タイ1位、iTunes Store J-POPトップアルバム・フランス2位等のチャートインを記録。
2019年12月1日、渋谷区文化総合センター大和田で行われた「朝倉さや コンサートツアー2019「でででっ 伝説生物たちの大行進」ツアーファイナル」にて、2020年4月にユニバーサルミュージックよりメジャー・デビューすることが発表された。
2020年4月1日、アルバム『古今唄集～Future Trax BEST～』でメジャー・デビュー。CDショップ大賞歌謡曲賞を受賞。
2020年12月1日にはヤナト田植唄・巫 ―かみなぎ―（天穂のサクナヒメ 主題歌）をSolaya Label Co., Ltd.より配信リリース、iTunes Storeアニメ トップソング ・オーストラリア1位、iTunes Storeアニメ トップソング・フランス2位、iTunes Storeアニメ トップソング・スウェーデン5位等、チャートインを記録している。
2022年5月25日、2枚組22曲が収録されたメジャー第2弾アルバム「Life Song」リリース。キャッチコピーは「未来を諦めない。忘れないで、あなたの存在自体が誰かの生きる力。」ジャケットには安住紳一郎、草野マサムネ、こじまいづみより絶賛のコメントが寄せられている。

## 音楽性、パーソナリティ
カバー曲以外の楽曲は、基本的に朝倉が作詞・作曲を手掛けている。デビュー時より、ジャケット、MV等でのメイクや衣装などは、歌詞や楽曲に合わせ自身で用意している。メジャー第2弾アルバム「Life Song」で初となるアルバムアートワーク、デザインを自身で担当。他にはグッズや、2020年より本格的にファンクラブの会報デザインを手掛けるが、ファンに向けこだわるあまりなかなか完成に至らず時間を費やしている。
全楽曲編曲・ミキシング・プロデュースの他、大半のMV、YouTube動画はsolayaが撮影・編集を担当（2022年まで）。民謡とオリジナル、山形弁での名曲カバー、民謡と他ジャンルの融合、音と命の言葉を結び合わせたライフソングなど、新しい音楽に挑戦し続けている。
アルバム「マストアイテム」収録「楓」のカバーMVは300万回再生。2014年より、全曲MV公開。
写真を撮る際、両方の人差し指を口に入れ、左右の口角を引き上げて歯を剥き出しにしたポーズをとる。朝倉は「あんぎー」と称している。
メジャー・デビューの発表は2019年のコンサートツアーファイナルのアンコール終了間際にSolayaから渡された手紙を朝倉が読み上げる形で発表されたが、メジャー・デビューが決定したことを本人に知らせていなかったため、手紙を読みながら驚いたという。

## ディスコグラフィ

### シングル
|     | 発売日         | タイトル                  | 規格品番  | 収録曲 |
| --- | -------------- | ------------------------- | --------- | --- |
| 1st | 2013年4月5日   | 東京                      | SLSC-0001 | 1. 東京 2. 東京〜山形弁だべ〜 3. イマジネーション2.4 4. 東京 Instrumental 5. イマジネーション2.4 Instrumental                                                                |
| 2nd | 2013年10月1日  | やさしい応援歌            | SLSC-0002 | 1. やさしい応援歌 2. いつかのルンルンルン |
| 3rd | 2013年12月6日  | ありがとう/やさしい応援歌 | SLSC-0003 | 1. ありがとう 2. やさしい応援歌 3. ありがとさま（ありがとう〜山形弁だべ〜） 4. ドレミファンタジ                                                                              |
| 4th | 2014年11月22日 | さばの味噌煮              | SLSC-0005 | 1. さばの味噌煮 2. Asakura Saya Album Mix 3. さばの味噌煮 カラオケ |
| 5th | 2016年1月20日  | おかえり-manzumamake-     | SLSC-0008 | 1. おかえり-manzumamake- 2. だもんでレボリューション 3. TIMING ft.酒井一圭 4. 奏（かなで）                                                                                   |
| 6th | 2017年7月5日   | そのままの笑顔でいて      | SLSC-0012 | 1. そのままの笑顔でいて 2. ただいま-moubangedadorya 3. 茶の間に帰る 4. 茶摘み唄                                                                                              |
| 7th | 2018年1月3日   | 未来へ贈り物              | SLSC-0014 | 1. 未来へ贈り物 2. イルモノイラナイモノ110号室 3. 未来へ贈り物（instrumental） 4. イルモノイラナイモノ110号室（instrumental）                                                |
| 8th | 2020年10月28日 | 新・東京                  | UPCY-5092 | 1. 新・東京【作詞・作曲:朝倉さや/編曲:倉田信雄】 2. 俺ら東京さ行ぐだ【作詞・作曲:吉幾三/編曲:Yukihiro Kanesaka】 3. 新・東京(Instrumental) 4. 俺ら東京さ行ぐだ(Instrumental) |

### 配信限定シングル
| 発売日         | タイトル                    | レーベル                       |
| -------------- | --------------------------- | ------------------------------ |
| 2014年11月20日 | 楓                          | Solaya Label                   |
| 2015年10月25日 | TIMING                      | Solaya Label                   |
| 2015年10月25日 | 奏(かなで)                  | Solaya Label                   |
| 2015年12月18日 | クリスマス・イブ            | Solaya Label                   |
| 2020年6月3日   | Mr.Mamurogawa Remixes       | Lighthouse Music/Soalaya Label |
| 2020年12月1日  | ヤナト田植唄・巫 ―かみなぎ― | Solaya Label                   |
| 2023年10月4日  | ドーナツ                    | Lighthouse Music               |

### DVD
- 朝倉さやの構成要素は主に笑顔と歌で出来ているが、知られていない部分も良かれと思いDVDを作りました。（2014年4月21日）
- 感動の、朝倉さや 静岡コンサート超豪華DVD!!（2017年5月31日）
  - 2016年5月5日に静岡市民文化会館で開催されたコンサートをノーカット収録。その他コンサートの裏側リポート、幻の『茶摘み唄』復興プロジェクト（2017年7月5日発売・配信のCD『そのままの笑顔でいて』のC/Wとして収録）、第57回日本レコード大賞企画賞受賞曲を含むMV（4曲）など収録。
- LIVE DVD 2018.6.29 東京キネマ倶楽部公演〜サウルスティラノが歩いた日〜（2019年2月1日）
  - 「未来へ贈り物」「酒田甚句 -Future Trax-」MV 、コンサート舞台裏、密着ドキュメント映像を収録。
  - 1時間超えの超ドキュメント映像 「DOCUMENTARY & LIVE FILM / SAYA DE 22歳〜23歳」 YouTube限定公開URLを封入。
- 古今唄集絵巻（2021年1月6日）
  - 伝統的な民謡に新しい命を吹き込むフューチャー・トラックスの集大成「古今唄集」の未公開映像を含んだ「古今唄集」映像の集大成作品。ライフソング映像も収録。

### 参加作品
- スピッツ『未来未来』（アルバム『ひみつスタジオ』収録） - コーラス[18][19][20]。

## ミュージック・ビデオ
| 監督           | 曲名 |
| 橋本道春       | 「River Boat Song feat.GOMESS」「おかえり-manzumamake-」（出演:志賀廣太郎・太田美恵）「ゆらゆらゆらら」「ブルーチーズ」「River Boat Song」 |
| 古澤重明       | 「東京」「やさしい応援歌」（出演：ウド鈴木）「覚めないはじまり」「春の風」 |
| 朝倉さや       | 「さよなら大好きな人」「ハムスター(伝説生物)」（出演：おせち） |
| solaya         | 「"命を歌う、ライフソングシリーズ"」「アルバム"古今唄集〜Future Trax Best〜" ※酒田甚句、River Boat Songを除く」「アルバム"大人になるってわるくない〜わだすのジブリ〜"全曲」 「アルバム"サウルスティラノ" ※おかえり、ただいま、未来へ贈り物、ソーラン節 ft.香西かおり、酒田甚句を除く」「アルバム"日本漬け" ※木蘭の涙 feat.中孝介を除く」 「アルバム"快進撃のミュージック" ※おかえり、River Boat Song、ゆらゆらゆらら、春の風、だもんでレボリューション、ブルーチーズ、東京 -Future Trax-を除く」「アルバム"マストアイテム Disk1" ※東京、あんぎー音頭、やさしい応援歌、ありがとさまを除く」「アルバム"マストアイテム Disk2"全曲。」「[DVD、Blu-ray"古今唄集絵巻" RiverBoatSong、酒田甚句はのぞく]」 |
| えーでるわいす | 「ヤナト田植唄・巫 かみなぎ -Future Trax-」 |
| SBSテレビ      | 「だもんでレボリューション」「「パンパカパンツマーチ」アレンジバージョン」 |

## タイアップ
| 曲名                        | タイアップ                                                                                      |
| --------------------------- | ----------------------------------------------------------------------------------------------- |
| そのままの笑顔でいて        | NHKみんなのうた tvk音楽缶7月テーマ FM NACK5 7月前期POWER PLAY                                   |
| ただいま-moubangedadorya-   | BS日テレ「三宅裕司のふるさと探訪〜こだわり田舎自慢〜」                                          |
| 茶摘み唄                    | SBSテレビ「イブアイしずおか」                                                                   |
| 未来へ贈り物                | 山形新聞「ここで働く」キャンペーンソング                                                        |
| ヤナト田植唄・巫 ―かみなぎ― | ゲームソフト「天穂のサクナヒメ」主題歌 テレビアニメ「天穂のサクナヒメ」最終話エンディングテーマ |

## 出演

### テレビ

#### レギュラー出演
- イブアイしずおか（2015年9月1日 - 、静岡放送） ※県外出身者の目を通して静岡の良さを再発見する「朝倉さやのひとり観光協会!」を担当。2017年11月20日からのリニューアルに伴い、『歌で静岡ば、幸せに致し候。』のサブタイトルが追加された。その際、コーナーのテーマソングも「さすらい」（朝倉さや山形弁バージョン）に変更された。2018年2月19日 - 23日の放送は、東京からの平昌オリンピック報道の時間捻出のため、放送休止。

#### 単発出演
- あの名曲を方言で熱唱!新春 全日本なまりうたトーナメント（2013年1月1日、テレビ朝日）※「タッチ」を山形弁で歌唱、テレビ初披露。その後数回番組に出演[要出典]
- ZIP!（2013年2月13日、日本テレビ）
- はなまるマーケット（2013年3月11日、TBSテレビ）
- 情報7daysニュースキャスター（2013年3月16日、TBSテレビ）
- モーニングバード!（2013年4月5日、テレビ朝日）
- 朝倉さや メガネゴシノソラ（2013年11月2日、山形放送） ※30分の密着特番
- タカトシの涙が止まらナイト（2013年11月4日、テレビ東京）
- スッキリ!!（2014年3月5日、日本テレビ）
- 「民謡をどうぞ」放送開始60年記念キャンペーン　東北Soul（2015年12月12日、NHK総合）
- 行列のできる法律相談所（2014年8月17日、日本テレビ） ※「ひだまりの詩」を山形弁で歌唱[要出典]
- UTAGE!（2015年2月9日、TBSテレビ）※「タッチ」を山形弁で歌唱。
- THEカラオケ★バトル」「歌の異種格闘技戦5」（2015年4月8日、テレビ東京）※「あずさ2号」[21]を山形弁で歌唱。94.114点。
- 徳光和夫の名曲にっぽん（2015年9月2日、BSジャパン） ※岩崎良美と共演、「タッチ」を山形弁で歌唱披露。また「東京」も歌う[要出典]。
- 静岡発そこ知り（2016年5月25日、静岡放送） ※「朝倉さやのひとり観光協会〜民謡日本一の歌姫が歩いた静岡270日〜」のタイトルで、それまでに放送された番組の中から個性豊かな静岡県民とのふれあいを振り返る。[22]
- やまがたスペシャル はちまるはじまるコンサート（2016年12月9日、NHK山形放送局） ※2016年12月19日「スタジオパークからこんにちは」で全国放送。NHK山形開局80周年を記念して山形市民会館で開催されたコンサートに出演[要出典]。
- イブアイしずおか年末SP よりあい生放送エンタの公民館〜ざぶとん持って全員集合〜（2016年12月23日、静岡放送）
- 関内デビル（2017年7月3日 - 7日、tvk）※ウィークリーゲスト。
- 土曜スタジオパーク（2017年7月8日、NHK総合）　※新妻聖子、真依子とともに、2017年6・7月期「みんなのうた」歌唱者の一人として出演。三味線の弾き語りで「花笠音頭」を披露。また「そのままの笑顔でいて」も歌う[要出典]。
- 超ドSフェスタしずおか　ONE LIVE（2017年9月2日、静岡放送）※2017年9月10日、BS-TBSでも放送。静岡市の駿府城公園で2017年8月20日に開催の同イベントに西城秀樹や八代亜紀などと共に出演[要出典]。
- 関ジャニ∞のThe モーツァルト音楽王No.1決定戦（2017年9月29日、テレビ朝日）
- 月〜金お昼のソングショー ひるソン!（2021年1月5日、テレビ東京）

### ラジオ
- シンクロノシティ（2013年1月21日、TOKYO FM） ※デビュー前にもかかわらず、放送終了後局史上最多の問い合わせが殺到し、サーバーもパンクするという伝説を作った[要出典]。
- 安住紳一郎の日曜天国（2013年2月24日・11月3日・2014年1月4日・11月30日・2015年6月28日・2016年5月7日・11月6日、2023年7月2日・2024年8月11日[23]、TBSラジオ）ゲストコーナー
- Music Spice+!（2014年4月7日 - 2015年3月30日、FM FUJI）
- Music Spice!（2015年4月6日 - 2016年3月28日、FM FUJI）
- リッスン? 〜Live 4 Life〜（2015年4月1日 - 6月24日、文化放送） - 水曜パーソナリティー
- リッスン? 2-3（2015年7月1日 - 2018年3月27日、文化放送） - 水曜パーソナリティー
- 時空掲示板優輔（2015年4月4日 - 2017年3月、山陽放送） - 特別投稿員
- 鳳楽・上ちゃんの歌謡曲電リクでナイト（2016年6月6日、静岡放送）
- GOGOワイドらぶらじ（2016年6月7日、静岡放送） - 特別企画『SBSラジオ 超ドS 今、聞きたい!静岡の100人』の一人として登場。
- Nutty Radio Show THE魂「朝倉さやのじょんだずね!」（2017年4月 - 2021年3月、NACK5） - コーナーレギュラー
- 朝倉さやのモウバンゲダドリャ!（2018年10月2日 - 、山形放送）
- FAV FOUR「朝倉さやのんだがらよ!!」（2021年4月 - 、NACK5） - コーナーレギュラー

### CM
- 爽やか金龍 - 「東京」がCMソングに採用
- カーサービス山形「にこっと車検」 - 本人が作ったオリジナルCMソングが採用、本人も出演
- 参議院議員選挙 - 2013年山形県内向けに同県出身のウド鈴木と出演
- TOPPA - 「ありがとう」がCMソングに採用、本人も出演
- すし海道 - 「やさしい応援歌」がCMソングに採用、本人も出演
- オレンジリボンキャンペーン - 「やさしい応援歌」がCMソングに採用
- いじめ・非行をなくそう山形県民キャンペーン - 「ドレミファンタジー」がCMソングに採用
- わたしの山形日和　山形県観光キャンペーン - 「いつか大人になって」がCMソングに採用
- でん六「ポリッピー」 - オリジナルCMソングがラジオCMに採用
- パナソニック「プライベートビエラ」 - 出演&歌唱
- ナウエル - 出演&オリジナルCMソング

### ゲーム
- 天穂のサクナヒメ - 「ヤナト田植唄・巫 ―かみなぎ―」を歌唱

## 主なライブ
- 2013年12月24日 - 朝倉さや初ワンマンLIVE!「ありがとさま」山形テルサホール
- 2015年4月5日 - 「イマジネーション朝倉祭り＠東京」TOKYO FMホール
- 2015年4月11日 - 「イマジネーション朝倉祭り＠仙台」仙台市民会館
- 2015年7月10日 - 「民謡日本一の山形娘‐ 朝倉さやデビュー2周年記念コンサート特別追加公演」TSUTAYA O-EAST
- 2015年8月2日 - a-nation island resort stage
- 2015年9月12日 - リバーボートソング「伝統×最先端」革命前夜 完全人数限定(80名)プライベートライブ
- 2015年11月8日 - Green of Music FES 2015
- 2016年04月30日 - 朝倉さやスペシャルコンサート「‐聴くだけで幸せになれる歌、山形生まれの民謡日本一。」山形テルサホール
- 2016年5月5日 - 静岡新聞創刊75周年・SBS開局65周年記念公演「朝倉さやコンサート イブアイ×山形娘 〜明日さ続く〜」静岡市民文化会館
- コンサートツアー2017「歌で日本ば、幸せに致し候。」
  - 7月1日 - よみうり大手町ホール
  - 7月17日 - 山形市民会館 大ホール
  - 8月12日 - 庄内町文化創造館 響ホール
  - 8月27日 - 名古屋 SPADE BOX
  - 9月8日 - アクトシティ浜松
  - 9月18日 - 静岡市民文化会館 大ホール
- 2017年11月11日 - 「みなさんお待たせしました。朝倉さやです。」長泉町文化センター・ベルフォーレ
- 2018年4月5日 - 朝倉さやコンサート2018in菊川 菊川文化会館アエル 大ホール
- コンサートツアー「民謡日本一の山形娘 朝倉さや　デビュー５周年 リアルカントリーロードツアー2018「ムーンストーンで朝倉を」
  - 6月29日 - 東京キネマ俱楽部
  - 7月16日 - 静岡 清水文化会館マリナート
  - 8月25日 - 北海道 レストラン＆カフェ インターリュード
  - 9月2日 - 静岡 沼津市民文化センター
  - 9月23日 - シェルターなんようホール（山形 南陽市文化会館）
  - 9月24日 - 荘銀タクト鶴岡（山形 鶴岡市文化会館）
  - 10月13日 - 秋田Jazz Live House THE CAT WALK
  - 11月23日 - 山形テルサホール
  - 12月15日 - セルリアンタワー能楽堂
- コンサートツアー2019「でででっ 伝説生物たちの大行進!!」
  - 4月6日 - 仙台市【誰も知らない劇場】
  - 4月6日 - 山形市 【東北芸術工科大学 水上能楽堂】
  - 7月14日 - 札幌市 【渡辺淳一文学館】
  - 7月27日 - 山形県舟形町豪雨災害　東日本大震災復興支援チャリティコンサート 【女神の郷 田んぼ】
  - 8月11日 - 静岡市 【しずぎんホール ユーフォニア】
  - 8月18日 - 秋田市 【にぎわい交流館AU】
  - 9月1日 - 浜松市 【浜松市福祉交流センター】
  - 9月21日 - 山形県 米沢市 【置賜文化ホール】
  - 9月28日 - 名古屋市 【名古屋クラブクアトロ】
  - 10月13日 - 鹿児島市 【SRホール】
  - 12月1日 - 渋谷区 【文化総合センター大和田】